# 브후테마스

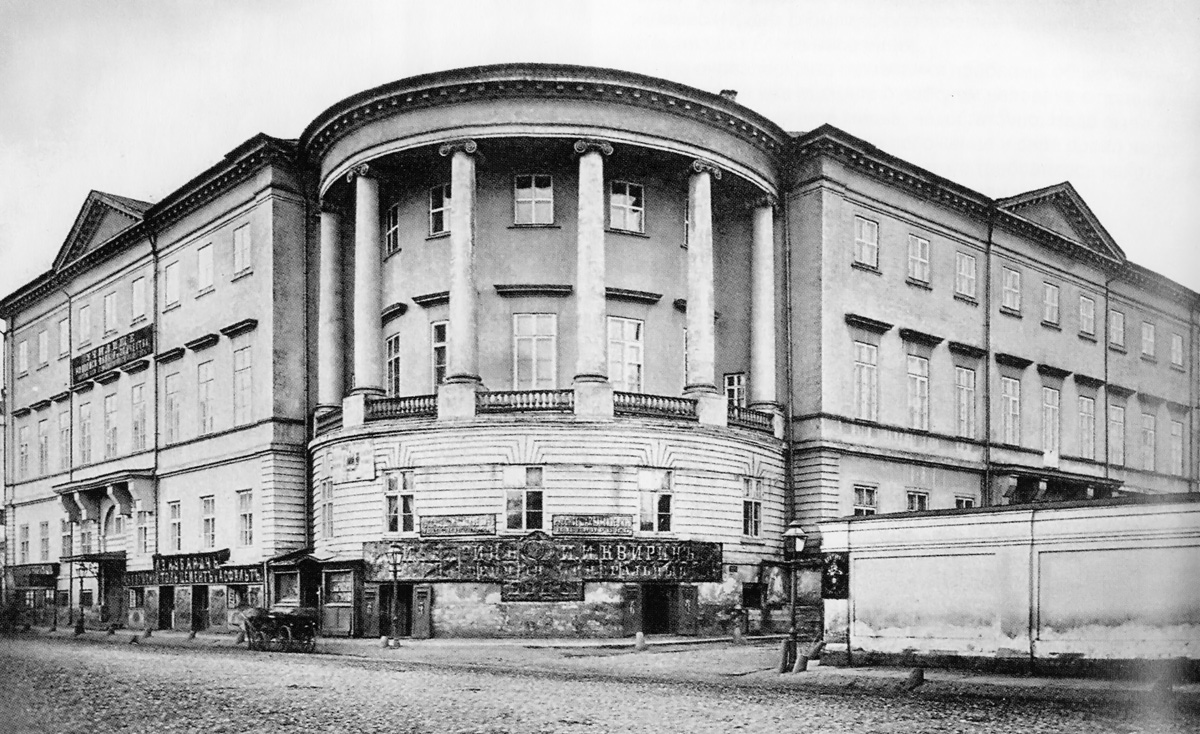
브후테마스가 사용한 구 모스크바 회화조각건축학교 건물

러시아 고등예술기술학교(Высшие художественно-технические мастерские, 고등예술기술공방)는 1920년 소련 모스크바에서 설립한 국립 예술 및 기술 학교이다. 브후테마스(ВХУТЕМАС, Vkhutemas)라는 두문자어로 불린다. 10월 혁명 이후에 설립된 모스크바의 스보마스(СВОМАС)를 대체하여 예술가와 산업 및 건축 기술자들을 양성하기 위해 모스크바 회화조각건축학교와 스트로가노프 응용예술학교를 합병하여 설립되었다.

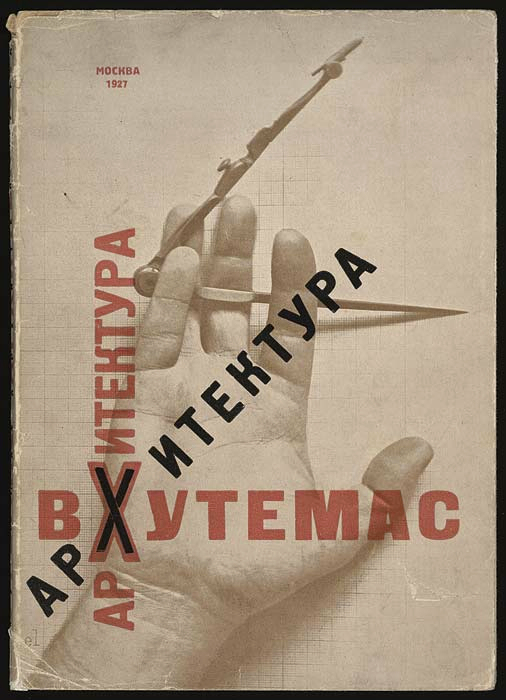
브후테마스의 건축을 정리한 엘 리시츠키의 1927년 책 표지

브후테마스는 러시아 아방가르드의 주요 사조들인 구성주의, 합리주의와 절대주의의 거점으로 기능했다. 1926년 브후테인(Вхутеин)으로 개칭하였으며 정치적 압력을 받다가 1930년에 해체되었다.